# Faribault (Minnesota)
Pour les articles homonymes, voir Faribault.
La ville de Faribault (en anglais [ˈfɛərbəʊ]) est le siège du comté de Rice, dans l’État du Minnesota, aux États-Unis. Sa population s’élevait à 23 352 habitants lors du recensement de 2010, estimée à 23 851 habitants en 2018.

## Géographie
Faribault se trouve au confluent de la rivière Straight et la rivière Cannon, un affluent du Mississippi.

## Histoire
Faribault est considérée comme une des plus anciennes communautés du Minnesota ; le premier établissement et son activité commerciale est antérieure à l'accès au statut de Territoire organisé des États-Unis de cette région. Elle était habitée par le peuple Wahpekute, des Dakotas, avant 1745.  Cette tribu fut ensuite déplacée plus au sud, à la suite de plusieurs conflits avec les Ojibwés pour la possession de ce territoire.

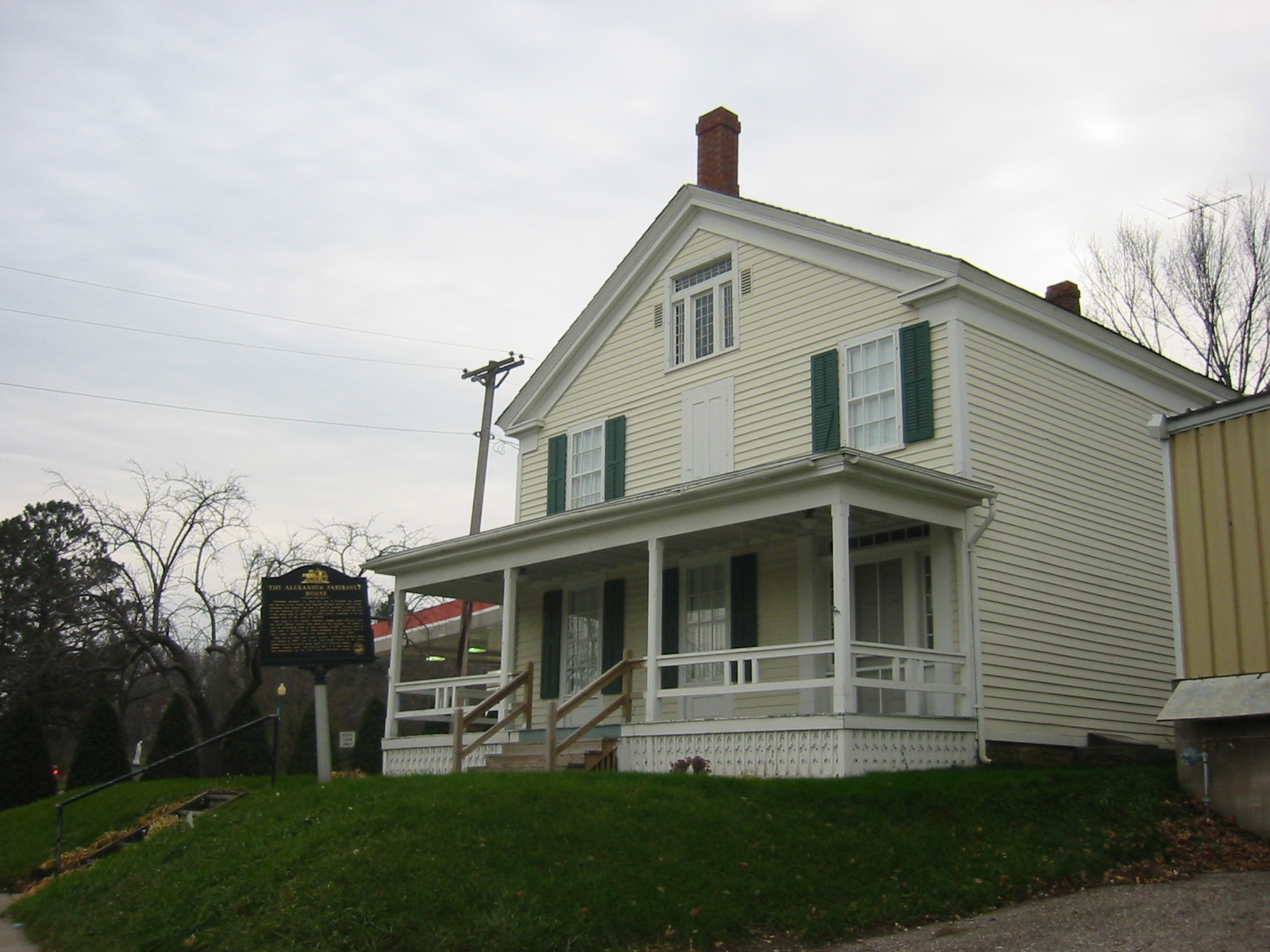
La maison d'Alexander Faribault est inscrite au Registre national des lieux historiques

La ville fut nommée en l'honneur d’Alexander Faribault, qui était le fils de Jean-Baptiste Faribault, un trappeur canadien, et son épouse Elizabeth Pelagie Kinzie Haines, une Dakota. Il est réputé pour avoir colonisé la communauté de Faribault au début de l'année 1826, lorsqu’il établit un commerce de fourrures sur la rivière Cannon.

### Lieu historique
La maison d'Alexandre Faribault a été construite en 1853 par M. Faribault pour un prix de 4 000 dollars. Cet édifice est la plus ancienne maison en bois à bardeaux de la ville et se dresse toujours à son emplacement d'origine, près de la limite sud-est du centre-ville historique.

## Personnalités liées à la ville
- Donald DeGrood, né en 1965 à Faribault, évêque de Sioux Falls
- Patrick Eaves, joueur de hockey pour les Red Wings de Détroit, a grandi à Faribault.

## Source
- (en) Cet article est partiellement ou en totalité issu de l’article de Wikipédia en anglais intitulé « Faribault, Minnesota » (voir la liste des auteurs).

1. ↑  (en) « Alexander Faribault Before the Story: 1806-1855 », sur Faribault Life and Times
2. ↑  (en) « Population and Housing Unit Estimates » (consulté le 28 juillet 2019)
3. ↑  (en) Bureau du recensement des États-Unis, « Census of Population and Housing » [archive du 26 avril 2015] (consulté le 25 février 2014)
4. ↑  (en) « Population Estimates » [archive du 19 octobre 2016], Bureau du recensement des États-Unis (consulté le 8 juin 2016)